# Pentakel

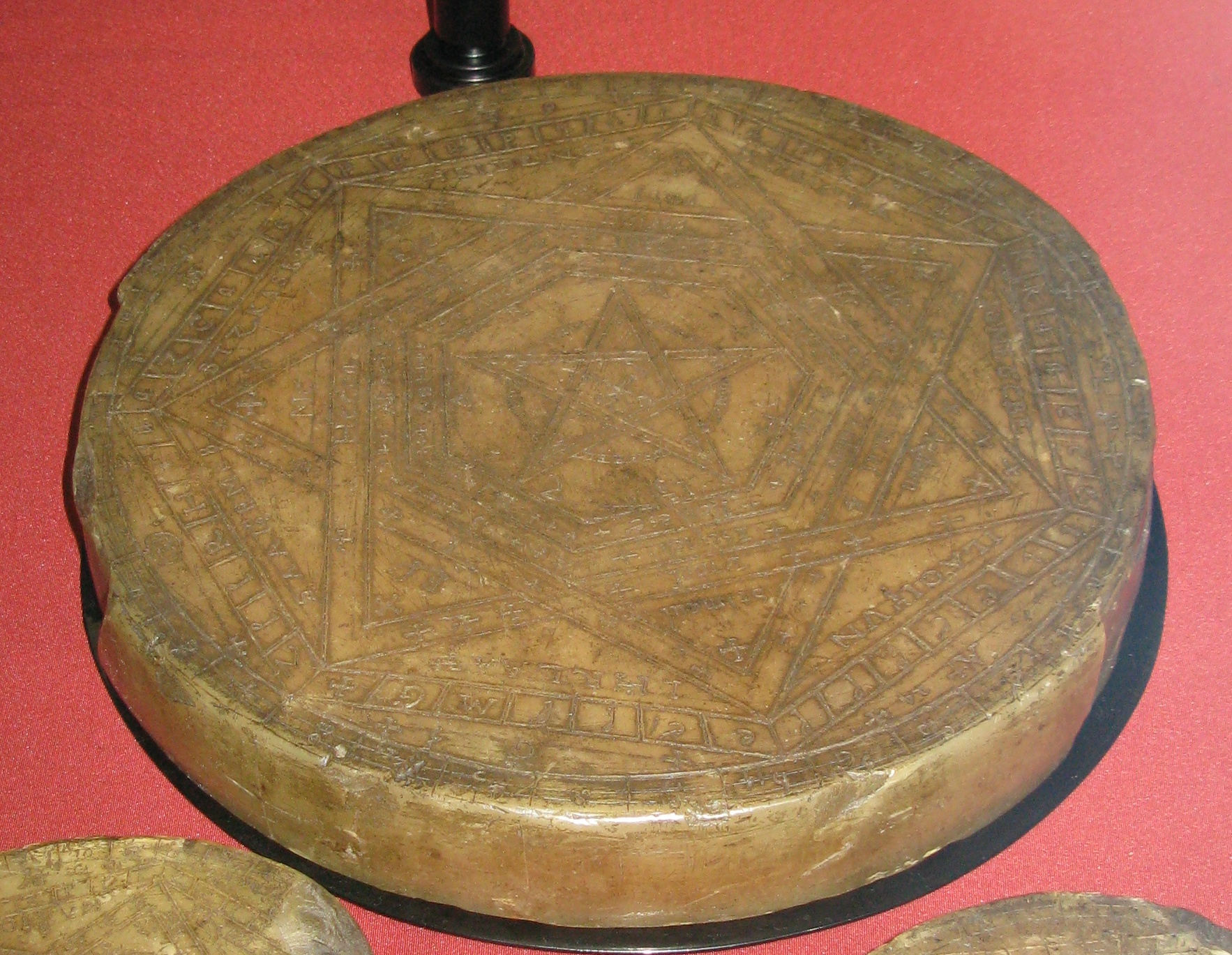
John Dees "Zegel van Gods Waarheid" (Sigillum Dei Æmeth). British Museum.

Een pentakel is in de Thelema-orde van Aleister Crowley een talisman die wordt gebruikt bij magische bezweringen.
Hij is meestal gemaakt van perkament, papier of metaal (hoewel ook andere materialen kunnen worden gebruikt), waarop het symbool van de op te roepen geest of entiteit getekend staat.
Hij wordt vaak gedragen om de nek, of wordt geplaatst binnen een driehoek die voor de aanroeping gebruikt wordt. Beschermende symbolen kunnen ook worden toegevoegd. Een van de meest voorkomende is de figuur met de vijf pieken van het zegel van Salomo, het zogenaamde pentagram van Salomo. Pentagrammen zijn te vinden in veel variëteiten en worden ook gebruikt in sommige neopaganistische bewegingen als wicca.